# Uwięziony
Uwięziony (ang. The Prisoner) – miniserial z 2009 roku, oparty na serialu z lat 60. Był produkowany wspólnie przez amerykańską stację telewizyjną AMC i brytyjski kanał ITV.

## Fabuła
Seria rozpoczyna się przebudzeniem pewnego mężczyzny na środku pustyni. Widzi starszego mężczyznę uciekającego przed uzbrojonymi strażnikami. Zostaje on postrzelony, a wkrótce umiera, mówiąc jedynie: „Powiedz im, że wyszedłem”.
Po ciężkiej wędrówce przez pustynię mężczyzna dociera do tajemniczego miasteczka, które jego tajemniczy mieszkańcy nazywają po prostu Wioską. Każdy, którego tam spotyka, jest znany jedynie jako liczba. Wkrótce uczy się on także swojego numeru - 6. Odkrywa, że mieszkańcy Wioski nie mają pojęcia o świecie zewnętrznym.

## Obsada
- James Caviezel[1] – numer 6
- Ian McKellen[1] – numer 2
- Ruth Wilson – numer 313
- Jamie Campbell Bower – numer 11-12
- Lennie James – numer 147
- Will Kemp – numer 23-30
- Vincent Regan – numer 909

## Produkcja
Zdjęcia do The Prisoner rozpoczęły się w czerwcu 2008 roku. Serial był kręcony w Kapsztadzie, Worcester i Tunelu Huguenot w górach Du Toitskloof (Południowa Afryka) oraz w Swakopmund i na Pustyni Namib (Namibia).

## Nagrody
Miniserial otrzymał dwie nominacje do nagród Emmy oraz Satelita, a także jedną do Saturna.

## Odcinki
| Nr odcinka | Tytuł odcinka | Data premiery (AMC) |
| ---------- | ------------- | ------------------- |
| 1          | Arrival       | 15 listopada 2009   |
| 2          | Harmony       | 15 listopada 2009   |
| 3          | Anvil         | 16 listopada 2009   |
| 4          | Darling       | 16 listopada 2009   |
| 5          | Schizoid      | 17 listopada 2009   |
| 6          | Checkmate     | 17 listopada 2009   |